# Alvin Toles
Alvin Toles (Barnesville, 23 marzo 1963) è un ex giocatore di football americano statunitense che ha militato nel ruolo di linebacker nella National Football League (NFL).

## Carriera
Al college Toles giocò a football a Tennessee. Fu scelto dai New Orleans Saints nel corso del primo giro (ventiquattresimo assoluto) del Draft NFL 1985. Vi giocò in 55 partite per quattro stagioni, principalmente negli special team e competendo con Sam Mills e Vaughan Johnson per trovare spazio come linebacker. Il 25 ottobre 1987, nella sconfitta per 24–22 contro San Francisco, 1987, Toles ritornò un punt bloccato in touchdown, portando i Saints temporaneamente in vantaggio. Nella vittoria per 14–10 sui Los Angeles Rams il 13 novembre 1988 subì un grave infortunio a un ginocchio. Fu svincolato prima della stagione 1990.